# Monistrol de Montserrat
Monistrol de Montserrat es un municipio de la comarca catalana del Bages, en la provincia de Barcelona, España. Se encuentra situado bajo la montaña de Montserrat y formando parte de la montaña. El río Llobregat atraviesa el municipio y lo divide en dos, ubicándose el poblado original a la orilla derecha y los nuevos desarrollos urbanísticos recientes (Monistrol-Residencial, El Pla, La Batanera...) al margen izquierdo. Viniendo del sur, Monistrol es el primer pueblo de la comarca del Bages, a 15 km de la capital de comarca, Manresa. Limita al norte con Castellbell y Vilar, al este con Vacarisas, al oeste con Marganell y al sur con Esparraguera y Collbató.
La población de Monistrol de Montserrat está muy bien comunicada con el área de Barcelona a través de la Eje del Llobregat (C-55) y la autopista A-2 y de la carretera de Tarrasa y el nudo de autopistas del Vallés. Si se opta por el ferrocarril, la línea de los Ferrocarriles de la Generalidad de Cataluña (FGC) comunica Monistrol con el centro de Barcelona con un tren cada media hora. Hacia al norte, es el Eje del Llobregat la vía que comunica Monistrol con el resto de la comarca. La proximidad con el Eje Transversal también hace óptimas las comunicaciones con otras comarcas como Osona o el Solsonés. 
Cuenta con un servicio de tren Barcelona-Martorell-Manresa (FGC) y a la viceversa y con el Cremallera de Montserrat, que conecta la estación de tren con la montaña de Montserrat donde allí se puede hacer transbordo con el funicular de la Santa Cova, el funicular de Sant Joan (los dos de FGC) y con el "Aeri de Montserrat", un aéreo de color amarillo qué conecta Montserrat con Montserrat-Aeri, la estación de aéreo y tren Barcelona-Martorell-Manresa.

## Historia
Las primeras noticias del municipio se remontan al año 888 cuando el conde Wifredo el Velloso hace una donación al monasterio de Santa María de Ripoll que incluye algunas iglesias situadas en la cumbre y a los pies de Montserrat. El nombre Monasteriolum (Monistrol), sin embargo, no aparece hasta el 942 en un documento de compra que hace Cesari, fundador y primer abad del monasterio de Santa Cecilia de Montserrat. 
En el siglo XIV se crea la villa de Monistrol en torno al puente y del palacio prioral. Bajo el priorat de Bernat Escarrer (1300-1322) se inició la construcción del puente, que se finaliza, junto con el palacio prioral, siendo prior Jaume de Vivers, primer señor feudal de Monistrol (1348-1375). El acabamiento de las obras coincide con la llegada A Monistrol de la peste negra, que comporta una disminución importante de la población: de los 158 hogares del 1358 se pasa a 97 en 1378. Durante el siglo XV Monistrol vive una profunda crisis, de la cual se sale en el siglo siguiente, sobre todo gracias a la fiebre constructora de este periodo. En el siglo XVII Monistrol vive un notable crecimiento urbano, que tiene como puntos culminantes la creación de la Plaza Pública, la Casa de la Villa y la Font Gran. 
Durante el siglo XVIII, Monistrol experimenta un crecimiento demográfico gracias al desarrollo agrícola, urbanístico e industrial de la villa. El año 1787 se llega a la cifra de 1341 habitantes. La industrialización del siglo XIX llega también con fuerza a Monistrol, hecho que produce un nuevo aumento de la población que se sitúa en 2332 habitantes a finales de siglo. El incremento de la actividad textil y las obras que se hacen entre 1920 y 1930 por hacer llegar a Monistrol la carretera de Manresa y los Ferrocarriles Catalanes da un nuevo empujón a la villa que llega a los 3497 habitantes el año 1935. Pronto, pero, los estragos de la guerra civil española hacen bajar el número de habitantes hasta 2299 el año 1950. La reanudación de la actividad industrial, la llegada a finales de los cincuenta de una oleada inmigratoria procedente del sur de España, la instalación de nuevas industrias y las necesidades surgidas en torno al monasterio han devuelto a Monistrol un ritmo estable de actividad, que abre buenas perspectivas de cara al futuro más inmediato.
El municipio se llamaba simplemente Monistrol hasta abril de 1984, fecha en que pasó a recibir la denominación de Monistrol de Montserrat.

## Demografía
Monistrol de Montserrat cuenta con una población de 3198 habitantes (INE 2024).
| Gráfica de evolución demográfica de Monistrol de Montserrat entre 1842 y 2021 |
| |
| Población de derecho según los censos de población del INE. Población de hecho según los censos de población del INE.En estos censos se denominaba Monistrol: 1877, 1887, 1897, 1900, 1910, 1920, 1930, 1940, 1950, 1960, 1970 y 1981. |

| 1497 | 1515 | 1553 | 1717 | 1787 | 1857 | 1877 | 1887 | 1900 |
| ---- | ---- | ---- | ---- | ---- | ---- | ---- | ---- | ---- |
| 56   | 75   | 81   | 339  | 1341 | 1583 | 2397 | 1903 | 2332 |

| 1910 | 1920 | 1930 | 1940 | 1950 | 1960 | 1970 | 1981 | 1990 |
| ---- | ---- | ---- | ---- | ---- | ---- | ---- | ---- | ---- |
| 2266 | 2207 | 3323 | 2746 | 2999 | 3330 | 3002 | 2641 | 2542 |

| 1992 | 1994 | 1996 | 1998 | 2000 | 2002 | 2004 | 2006 | — |
| ---- | ---- | ---- | ---- | ---- | ---- | ---- | ---- | - |
| 2494 | 2502 | 2508 | 2487 | 2490 | 2578 | 2654 | 2840 | — |

## Festividades de interés
Monistrol de Montserrat celebra dos fiestas señaladas al año. La Fiesta Mayor de Invierno, fiesta de San Sebastián y que se celebra el 20 de enero. Y la Fiesta Mayor de Verano, que se celebra por San Jaime el día 25 de julio. El último fin de semana de octubre se celebra en el pueblo la feria de la coca (dulce) y el mató. Se reúnen productores y elaboradores de estos productos, con gran afluencia de público, conocedores de la nombrada Coca de Vidre de Montserrat y del mató y miel propios de los parajes del Bages y la Cataluña Central. También, se celebra la festividad de romeus. Se celebra el último fin de semana de enero y es una fiesta ambientada en la época de la peste.

## Educación

### Guardería (0-3 años)
- FEDAC-Monistrol (Calle Germanes Dominiqués,2-3)
- El Cuc Verd (Calle Escoles, 23)

### Guardería (3-6 años)
- Escuela Sant Pere (Calle Escoles, 23)
- FEDAC-Monistrol (Calle Germanes Dominiqués,2-3)

### Primaria
- Escola Sant Pere (Calle Escoles,23)
- FEDAC Monistrol (Calle Germanes Dominiqués,2-3)

### ESO
- La Escuela Sant Pere está adscrito al Sec. d'Institut Bages Sud (Calle Salt del Rec,10 de Castellbell i el Vilar).
- La Escuela FEDAC Monistrol está adscrito al FEDAC Sant Vicenç (Calle Dr Trias,76 de Sant Vicenç de Castellet).

### Música
- Escolania de Montserrat (Calle Monestir, s/n)